# After the Ball
After the Ball er en amerikansk stumfilm fra 1914 af Pierce Kingsley.

## Medvirkende
- Herbert Kelcey som John Dale.
- Effie Shannon som Louise Tate.
- Robert Vaughn som Gerald Tate.
- William Clark som Mr. Tate.
- Winona Bridges som Mrs. Tate.